# Скакавица (река)
 Тази статия е за реката.  За други значения вижте Скакавица.  
Скакавица е река в България, която води началото си от източния склон на връх Кабул в Рила и протича през Скакавишката долина. Под връх Малък Кабул образува езеро, а по-надолу – и водопада Скакавица. Скакавица е ляв приток на река Джерман, която от своя страна се влива в Струма.